# Liste des titres musicaux numéro un en Autriche en 2007
Cette page liste les titres numéro un dans les meilleures ventes de disques en Autriche pour l'année 2007.

## Classement des singles
| №  | Date         | Artiste                        | Titre                                 |
| -- | ------------ | ------------------------------ | ------------------------------------- |
| 1  | 5 janvier    | Nelly Furtado                  | All Good Things (Come to an End)      |
| 2  | 12 janvier   | Nelly Furtado                  | All Good Things (Come to an End)      |
| 3  | 19 janvier   | Nelly Furtado                  | All Good Things (Come to an End)      |
| 4  | 26 janvier   | Nelly Furtado                  | All Good Things (Come to an End)      |
| 5  | 2 février    | Nelly Furtado                  | All Good Things (Come to an End)      |
| 6  | 9 février    | Tokio Hotel                    | Übers Ende der Welt                   |
| 7  | 16 février   | DJ Ötzi & Nik P.               | Ein Stern (...der deinen Namen trägt) |
| 8  | 23 février   | DJ Ötzi & Nik P.               | Ein Stern (...der deinen Namen trägt) |
| 9  | 2 mars       | DJ Ötzi & Nik P.               | Ein Stern (...der deinen Namen trägt) |
| 10 | 9 mars       | DJ Ötzi & Nik P.               | Ein Stern (...der deinen Namen trägt) |
| 11 | 16 mars      | DJ Ötzi & Nik P.               | Ein Stern (...der deinen Namen trägt) |
| 12 | 23 mars      | DJ Ötzi & Nik P.               | Ein Stern (...der deinen Namen trägt) |
| 13 | 30 mars      | DJ Ötzi & Nik P.               | Ein Stern (...der deinen Namen trägt) |
| 14 | 6 avril      | DJ Ötzi & Nik P.               | Ein Stern (...der deinen Namen trägt) |
| 15 | 13 avril     | DJ Ötzi & Nik P.               | Ein Stern (...der deinen Namen trägt) |
| 16 | 20 avril     | DJ Ötzi & Nik P.               | Ein Stern (...der deinen Namen trägt) |
| 17 | 27 avril     | DJ Ötzi & Nik P.               | Ein Stern (...der deinen Namen trägt) |
| 18 | 4 mai        | DJ Ötzi & Nik P.               | Ein Stern (...der deinen Namen trägt) |
| 19 | 11 mai       | Avril Lavigne                  | Girlfriend                            |
| 20 | 18 mai       | DJ Ötzi & Nik P.               | Ein Stern (...der deinen Namen trägt) |
| 21 | 25 mai       | Mark Medlock                   | Now or Never                          |
| 22 | 1er juin     | Mark Medlock                   | Now or Never                          |
| 23 | 8 juin       | Mark Medlock                   | Now or Never                          |
| 24 | 15 juin      | P!nk & Indigo Girls            | Dear Mr. President                    |
| 25 | 22 juin      | Rihanna feat. Jay-Z            | Umbrella                              |
| 26 | 29 juin      | Rihanna feat. Jay-Z            | Umbrella                              |
| 27 | 6 juillet    | Rihanna feat. Jay-Z            | Umbrella                              |
| 28 | 13 juillet   | Monrose                        | Hot Summer                            |
| 29 | 20 juillet   | Rihanna feat. Jay-Z            | Umbrella                              |
| 30 | 27 juillet   | Monrose                        | Hot Summer                            |
| 31 | 3 août       | Monrose                        | Hot Summer                            |
| 32 | 10 août      | Monrose                        | Hot Summer                            |
| 33 | 17 août      | Fergie                         | Big Girls Don't Cry                   |
| 34 | 24 août      | Fergie                         | Big Girls Don't Cry                   |
| 35 | 31 août      | Fergie                         | Big Girls Don't Cry                   |
| 36 | 7 septembre  | Fergie                         | Big Girls Don't Cry                   |
| 37 | 14 septembre | James Blunt                    | 1973                                  |
| 38 | 21 septembre | James Blunt                    | 1973                                  |
| 39 | 28 septembre | James Blunt                    | 1973                                  |
| 40 | 5 octobre    | James Blunt                    | 1973                                  |
| 41 | 12 octobre   | Rihanna                        | Don't Stop the Music                  |
| 42 | 19 octobre   | Rihanna                        | Don't Stop the Music                  |
| 43 | 26 octobre   | Rihanna                        | Don't Stop the Music                  |
| 44 | 2 novembre   | Rihanna                        | Don't Stop the Music                  |
| 45 | 9 novembre   | Rihanna                        | Don't Stop the Music                  |
| 46 | 16 novembre  | Alex C. & Y-ass                | Du hast den schönsten Arsch der Welt  |
| 47 | 23 novembre  | Alex C. & Y-ass                | Du hast den schönsten Arsch der Welt  |
| 48 | 30 novembre  | Timbaland presents OneRepublic | Apologize                             |
| 49 | 7 décembre   | Timbaland presents OneRepublic | Apologize                             |
| 50 | 14 décembre  | Timbaland presents OneRepublic | Apologize                             |
| 51 | 21 décembre  | Timbaland presents OneRepublic | Apologize                             |
| 52 | 28 décembre  | Timbaland presents OneRepublic | Apologize                             |

## Classement des albums
| №  | Date         | Artiste                                                   | Titre                 |
| -- | ------------ | --------------------------------------------------------- | --------------------- |
| 1  | 5 janvier    | Kiddy Contest Kids                                        | Kiddy Contest Vol. 12 |
| 2  | 12 janvier   | Monrose                                                   | Temptation            |
| 3  | 19 janvier   | Orchestre philharmonique de Vienne Direction: Zubin Mehta | Neujahrskonzert 2007  |
| 4  | 26 janvier   | Orchestre philharmonique de Vienne Direction: Zubin Mehta | Neujahrskonzert 2007  |
| 5  | 2 février    | Orchestre philharmonique de Vienne Direction: Zubin Mehta | Neujahrskonzert 2007  |
| 6  | 9 février    | Norah Jones                                               | Not Too Late          |
| 7  | 16 février   | Falco                                                     | Hoch wie nie          |
| 8  | 23 février   | Falco                                                     | Hoch wie nie          |
| 9  | 2 mars       | Falco                                                     | Hoch wie nie          |
| 10 | 9 mars       | Falco                                                     | Hoch wie nie          |
| 11 | 16 mars      | Herbert Grönemeyer                                        | 12                    |
| 12 | 23 mars      | Herbert Grönemeyer                                        | 12                    |
| 13 | 30 mars      | Herbert Grönemeyer                                        | 12                    |
| 14 | 6 avril      | Herbert Grönemeyer                                        | 12                    |
| 15 | 13 avril     | Andrea Berg                                               | Die neue Best of      |
| 16 | 20 avril     | Nelly Furtado                                             | Loose                 |
| 17 | 27 avril     | Avril Lavigne                                             | The Best Damn Thing   |
| 18 | 4 mai        | Avril Lavigne                                             | The Best Damn Thing   |
| 19 | 11 mai       | Avril Lavigne                                             | The Best Damn Thing   |
| 20 | 18 mai       | Avril Lavigne                                             | The Best Damn Thing   |
| 21 | 25 mai       | Linkin Park                                               | Minutes to Midnight   |
| 22 | 1er juin     | Linkin Park                                               | Minutes to Midnight   |
| 23 | 8 juin       | Linkin Park                                               | Minutes to Midnight   |
| 24 | 15 juin      | Linkin Park                                               | Minutes to Midnight   |
| 25 | 22 juin      | Bon Jovi                                                  | Lost Highway          |
| 26 | 29 juin      | Bon Jovi                                                  | Lost Highway          |
| 27 | 6 juillet    | Bon Jovi                                                  | Lost Highway          |
| 28 | 13 juillet   | Nockalm Quintett                                          | Volle Kanne Sehnsucht |
| 29 | 20 juillet   | LaFee                                                     | Jetzt erst recht      |
| 30 | 27 juillet   | Seer                                                      | 1 Tåg                 |
| 31 | 3 août       | Seer                                                      | 1 Tåg                 |
| 32 | 10 août      | Seer                                                      | 1 Tåg                 |
| 33 | 17 août      | Seer                                                      | 1 Tåg                 |
| 34 | 24 août      | Elvis Presley                                             | The King              |
| 35 | 31 août      | Elvis Presley                                             | The King              |
| 36 | 7 septembre  | Elvis Presley                                             | The King              |
| 37 | 14 septembre | S.T.S.                                                    | Neuer Morgen          |
| 38 | 21 septembre | S.T.S.                                                    | Neuer Morgen          |
| 39 | 28 septembre | James Blunt                                               | All the Lost Souls    |
| 40 | 5 octobre    | James Blunt                                               | All the Lost Souls    |
| 41 | 12 octobre   | Bruce Springsteen                                         | Magic                 |
| 42 | 19 octobre   | Semino Rossi                                              | Einmal Ja – Immer Ja  |
| 43 | 26 octobre   | Erste Allgemeine Verunsicherung                           | Amore XL              |
| 44 | 2 novembre   | Kiddy Contest Kids                                        | Kiddy Contest Vol. 13 |
| 45 | 9 novembre   | Kiddy Contest Kids                                        | Kiddy Contest Vol. 13 |
| 46 | 16 novembre  | Kiddy Contest Kids                                        | Kiddy Contest Vol. 13 |
| 47 | 23 novembre  | Kiddy Contest Kids                                        | Kiddy Contest Vol. 13 |
| 48 | 30 novembre  | Kiddy Contest Kids                                        | Kiddy Contest Vol. 13 |
| 49 | 7 décembre   | Kiddy Contest Kids                                        | Kiddy Contest Vol. 13 |
| 50 | 14 décembre  | Kiddy Contest Kids                                        | Kiddy Contest Vol. 13 |
| 51 | 21 décembre  | Kiddy Contest Kids                                        | Kiddy Contest Vol. 13 |
| 52 | 28 décembre  | Kiddy Contest Kids                                        | Kiddy Contest Vol. 13 |

## Hit-Parade de l'année
| Singles | Alben |
| --- | --- |
| 1. DJ Ötzi & Nik P. – Ein Stern (…der deinen Namen trägt) 2. Rihanna feat. Jay-Z – Umbrella 3. P!nk & Indigo Girls – Dear Mr. President 4. Fritz & The Downhill Gang – Genie auf die Ski 5. Nelly Furtado – All Good Things (Come to an End) 6. Nelly Furtado – Say It Right 7. Mika – Grace Kelly 8. Ville Valo & Natalia Avelon – Summer Wine 9. Monrose – Hot Summer 10. Basshunter – Boten Anna | 1. Falco – Hoch wie nie 2. Kiddy Contest – Kiddy Contest Vol. 13 3. Nelly Furtado – Loose 4. Herbert Grönemeyer – 12 5. Linkin Park – Minutes to Midnight 6. Die Amigos – Die großen Erfolge 7. DJ Ötzi – Sternstunden 8. Kiddy Contest – Kiddy Contest Vol. 12 9. Monrose – Temptation 10. P!nk – I'm Not Dead |